# Ipotesi dell'universo matematico
In fisica e cosmologia, l'ipotesi dell'universo matematico (in originale, Mathematical Universe Hypothesis, o MUH) è una "teoria del tutto" di tipo speculativo proposta dal cosmologo Max Tegmark.

## Descrizione
La MUH di Tegmark sostiene che la nostra realtà fisica esterna è una struttura matematica.
Detto altrimenti, l'universo fisico non è solo descritto da strutture matematiche, ma è esso stesso una struttura matematica. In particolare l'esistenza di un termine in una teoria matematica è una cosa dello stesso tipo dell'esistenza fisica di qualcosa, e inoltre, per questo, tutte le strutture che esistono matematicamente esistono anche fisicamente (e viceversa).
Gli osservatori, e quindi anche gli esseri umani che ne sono un esempio paradigmatico, sono "sottostrutture autoconsapevoli".  In qualsiasi struttura matematica abbastanza complessa da contenere tali sottostrutture, esse "percepiranno soggettivamente se stesse come esistenti in un mondo fisico reale".
La teoria può essere considerata:
- una forma di pitagorismo o platonismo in quanto propone l'esistenza di entità matematiche,
- una forma di monismo matematico in quanto nega che esista qualcosa che non sia un oggetto matematico, e
- un'espressione di realismo strutturale ontico "formale".

Tegmark afferma che l'ipotesi non ha parametri liberi e non è esclusa dalle osservazioni sperimentali, e perciò, continua, è preferito ad altre teorie del tutto dal Rasoio di Occam.
È stata considerata, sempre da Tegmark, anche un'estensione della MUH con l'aggiuntiva "ipotesi dell'universo computabile", che afferma che la struttura matematica che è la nostra realtà fisica esterna è definita esclusivamente da funzioni calcolabili.
La MUH è collegata, inoltre, alla classificazione di Tegmark di quattro livelli del multiverso. Questa postula una gerarchia annidata di varietà crescente, con i mondi (nel senso della logica modale e dell'interpretazione a molti mondi della meccanica quantistica) corrispondenti a diversi insiemi di:
- condizioni iniziali (livello 1),
- costanti fisiche (livello 2),
- ramificazioni quantistiche (livello 3), e
- equazioni o strutture matematiche del tutto diverse (livello 4).